# 1 500 mètres masculin aux Jeux olympiques de 1904 (athlétisme)
Pour un article plus général, voir Athlétisme aux Jeux olympiques de 1904.
Navigation
Paris 1900 Londres 1908
L'épreuve du 1 500 mètres masculin aux Jeux olympiques de 1904 s'est déroulée le 3 septembre 1904 au Francis Field à Saint-Louis aux États-Unis. Elle est remportée par l'Américain Jim Lightbody.

## Résultats

### Finale
| Rang               | Athlète                   | Pays       | Temps        | Notes |
| ------------------ | ------------------------- | ---------- | ------------ | ----- |
| Médaille d'or      | Jim Lightbody             | États-Unis | 4 min 05 s 4 |       |
| Médaille d'argent  | William Verner            | États-Unis | 4 min 06 s 8 |       |
| Médaille de bronze | Lacey Hearn               | États-Unis | Inconnu      |       |
| 4                  | David Curtiss Munson (en) | États-Unis | Inconnu      |       |
| 5                  | Johannes Runge (en)       | Allemagne  | Inconnu      |       |
| 6                  | Peter Deer (en)           | Canada     | Inconnu      |       |
| 7                  | Howard Valentine          | États-Unis | Inconnu      |       |
| 8                  | Harvey Cohn               | États-Unis | Inconnu      |       |
| 9                  | Charles Bacon             | États-Unis | Inconnu      |       |